# Elżbieta Promińska
Elżbieta Promińska (ur. 3 kwietnia 1941 w Warszawie, zm. 6 lutego 1998 w Warszawie) – polska antropolożka fizyczna i lekarka, nubiolożka, profesor Polskiej Akademii Nauk.

## Życiorys
W 1958 podjęła studia medyczne, które ukończyła w 1964. W 1968 zdobyła doktorat z nauk medycznych. 
Równocześnie z nauką podjęła pracę w Zakładzie Archeologii Śródziemnomorskiej UW. Współpracowała z podległą mu Stacją Archeologii Śródziemnomorskiej przez następne lata. Zawodowo na dłuższy okres związała się z Polską Akademią Nauk, gdzie była zatrudniona od 1962 do 1991. W późniejszych latach pracowała też na warszawskim AWF-ie. W 1973 uzyskała habilitację z antropologii. W 1983 została profesorem nadzwyczajnym, a w 1989 zwyczajnym.
Uczestniczyła w wykopaliskach archeologicznych w Egipcie i w Nubii. W ramach swojej pracy w PAN prowadziła badania antropologiczne szkieletów (a także żyjącej populacji) w Aleksandrii, Kairze, Deir el-Bahari, Kadero i Dongoli. Od 1964 przez kilkanaście lat uczestniczyła w badaniach szczątków kostnych z wykopalisk w nekropolii w Kom el-Dikka. Była ekspertką w dziedzinie badań pod kątem chorób nękających populacje średniowiecznego Egiptu. Zajmowała się też badaniem dermatoglifów mumii egipskich. Współpracowała z włoską misją archeologiczną w Geli oraz francuską misją w Douch. 
Opublikowała ok. 130 prac naukowych. Była sekretarzem Komitetu Antropologii PAN.
Jej mężem był antropolog Tadeusz Dzierżykray-Rogalski.

## Wybrane publikacje
- Zdolności przystosowawcze człowieka (1970, współaut. T. Dzierżykray-Rogalski)
- Investigations on the Population of Muslim Alexandria (1972, i in.)[5]
- Sudan (1980, współaut. T. Dzierżykray-Rogalski)[6]
- Variations de taille des habitants d'Alexandrie au cours des siècles (1985, współaut. D. Wilanowska)[7]